# Сократеш, Жозе
Жозе́ Со́кратеш Карва́лью Пи́нту де Со́уза (порт. José Sócrates Carvalho Pinto de Sousa; род. 6 сентября 1957, Алижо) — португальский государственный и политический деятель, 13-й премьер-министр Португалии с 12 марта 2005 по 23 марта 2011 года.
Член Социалистической партии Португалии с 1981 года. Начал карьеру как инженер в городском совете города Ковильян. Член муниципального собрания Ковильяна в 1989—1996. Впервые избран в парламент в 1987 году. Официальный представитель социалистов по вопросам охраны окружающей среды в 1991—1995.
Статс-секретарь по охране окружающей среды в 1995—1997. Министр молодёжи и спорта в 1997—1999. Добился избрания кандидатуры Португалии как места проведения Чемпионата Европы по футболу в 2004. Министр охраны окружающей среды в 1999—2002.
В 2004 году возглавил Социалистическую партию и в 2005 привел партию к победе на внеочередных выборах. 12 марта 2005 года стал премьер-министром Португалии. С 1 июля по 31 декабря 2007 года — председатель Европейского совета. 23 марта 2011 года подал в отставку с поста премьер-министра, после того как парламент страны отклонил план антикризисных мер, предложенный правительством. После поражения на досрочных парламентских выборах 5 июня 2011 года заявил о скором уходе в отставку и с поста руководителя социалистов.
22 ноября 2014 года был задержан португальской полицией по подозрению в коррупции, уклонению от уплаты налогов и легализации преступно нажитых доходов.
Разведён, имеет двоих детей.

## Награды
Награды Португалии
| Страна     | Дата             | Награда                                            | Награда                                            | Литеры |
| ---------- | ---------------- | -------------------------------------------------- | -------------------------------------------------- | ------ |
| Португалия | 21 апреля 2005 — | Кавалер Большого креста ордена Инфанта дона Энрике | Кавалер Большого креста ордена Инфанта дона Энрике | GCIH   |

Награды иностранных государств
| Страна            | Дата вручения     | Награда                                                             | Награда                                                             | Литеры |
| ----------------- | ----------------- | ------------------------------------------------------------------- | ------------------------------------------------------------------- | ------ |
| Эстония           | 21 ноября 2005—   | Кавалер ордена Белой звезды 1 класса                                | Кавалер ордена Белой звезды 1 класса                                |        |
| Литва             | 29 мая 2007—      | Кавалер Большого креста ордена Великого князя Литовского Гядиминаса | Кавалер Большого креста ордена Великого князя Литовского Гядиминаса |        |
| Иордания          | 28 мая 2009—      | Кавалер Большой ленты ордена Звезды Иордании                        | Кавалер Большой ленты ордена Звезды Иордании                        | GCSJ   |
| Норвегия          | 25 сентября 2009— | Кавалер Большого креста ордена Заслуг                               | Кавалер Большого креста ордена Заслуг                               |        |
| Чили              | 31 августа 2010—  | Кавалер Большого креста ордена Заслуг                               | Кавалер Большого креста ордена Заслуг                               |        |
| Ватикан           | 3 сентября 2010—  | Кавалер Большого креста ордена Святого Григория Великого            | Кавалер Большого креста ордена Святого Григория Великого            |        |
| Мальтийский орден | 23 ноября 2010—   | Кавалер Большого креста ордена Заслуг pro Merito Melitensi          | Кавалер Большого креста ордена Заслуг pro Merito Melitensi          |        |
| Люксембург        | 6 декабря 2010—   | Кавалер Большого креста ордена Дубовой короны                       | Кавалер Большого креста ордена Дубовой короны                       |        |